# Orobitella floridana
Orobitella floridana är en musselart som först beskrevs av Dall 1899.  Orobitella floridana ingår i släktet Orobitella och familjen Lasaeidae. Inga underarter finns listade i Catalogue of Life.